# Cristoforo Casolani

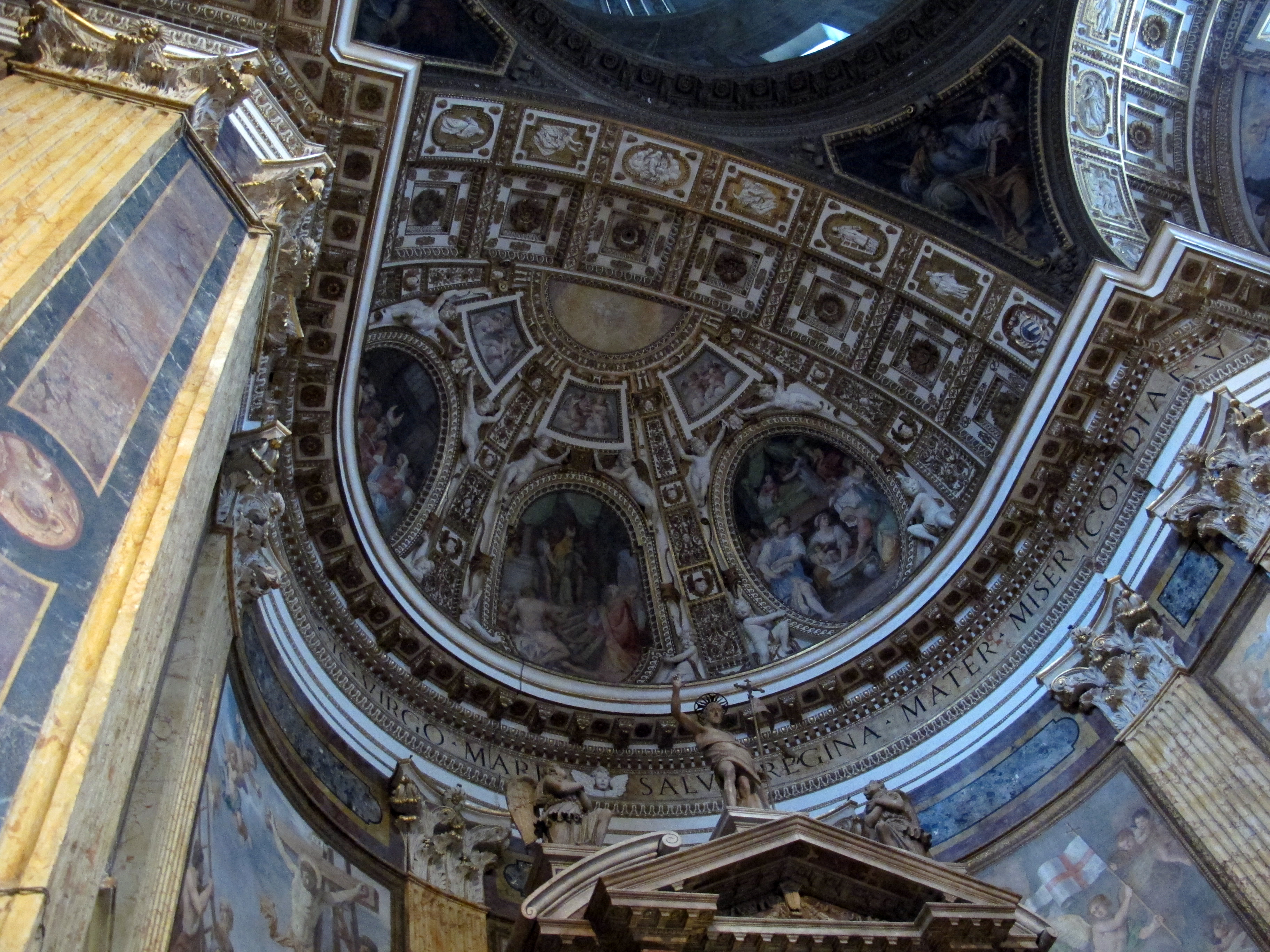
Cristoforo Casolani e altri, affresco della cupola della chiesa di Santa Maria ai Monti, Roma.

Cristoforo Casolani noto anche come Cristofano Casolani (Roma, 1582 circa – Roma, 1629 circa) è stato un pittore italiano.

## Biografia
Probabilmente nacque a Roma nel 1582 da Alessandro Casolani e sua moglie Aurelia Rustici (figlia del pittore Lorenzo Rustici (1512-1572)). Suo fratello era il pittore Ilario Casolani con il quale le sue opere erano spesso confuse . Iniziò lo studio della pittura con l'amico di suo padre, Cristoforo Roncalli (detto anche Pomarancio, 1552–1626). Fu menzionato per la prima volta, per iscritto, nel 1601/1602 con altre tredici persone come collaboratore del Pomarancio mentre lavorava alla Cappella Clementina nella Basilica di San Pietro in Vaticano. Dal 1602 al 1605 collaborò con il Pomarancio agli affreschi nella chiesa di San Silvestro in Capite. La sua opera principale venne realizzata, dal settembre 1602 all'agosto 1609, nella chiesa di Santa Maria ai Monti, dove affrescò l'abside, la cupola e la navata. Realizzò altre opere a Roma nella Basilica di Sant'Andrea della Valle (nella Cappella Rucellai), nella Chiesa di Santa Maria in Via (Cappella della Santissima Trinità: Giovanni Battista, Francesco, Giovanni Evangelista e la Maddalena)  e nella Chiesa di Santo Stefano del Cacco (Martirio di Santo Stefano, affresco).